# 仙台七夕
仙台七夕（せんだいたなばた）、または仙台七夕まつり（せんだいたなばたまつり）は五節句の1つ「七夕」に因んで宮城県仙台市で行われている年中行事および祭。青森県青森市の青森ねぶた祭、秋田県秋田市の秋田竿燈まつりとともに東北三大祭りに数えられている。
例年7月7日の月遅れである8月7日を中日として、8月6日から8月8日の3日間にわたって行われる。開催場所は仙台市の商店街で、特に大規模な飾り付けがなされるのは一番町や中央通りなどのアーケード街である。また、周辺の商店街の一部でも昔ながらの素朴な飾り付けが行われる。祭りの期間中、例年200万人以上の人がここに訪れる。祭りの前夜に当たる8月5日には仙台七夕花火祭が行われる。
仙台における七夕の習わし自体は近世から続くものだったが、これは近代になって一度、衰退した。しかし1926年（大正15年・昭和元年）に仙台市の商店街が連合で大売出しを行った際、大町五丁目全戸で七夕飾りが掲げられ、それを審査、表彰するという催しが行われた。さらに1928年（昭和3年）に商工会議所と仙台協賛会（後の仙台観光協会）による ｢七夕競技会｣ が始まった。市内の各町がこれへ参加したことで仙台の七夕は街を挙げての祭礼に変化し、また七夕飾りの表彰制度の影響からこれがさらに発展していった。このような仙台の七夕は他都市の七夕祭の参考ともされた。

## 歴史

### 大正以前
江戸時代初期、仙台藩祖の伊達政宗が婦女に対する文化向上の目的で七夕を奨励したため当地で盛んな年中行事の1つになったともされるが、史料的な根拠は不明である。年中行事としての七夕は江戸時代中期頃から全国各地で行われている。1783年（天明3年）には、天明の大飢饉発生による荒廃した世俗の世直しを目的に藩内で盛大に行われた。1873年（明治6年）の新暦採用を境にして年々、七夕の風習は廃れ始め、第一次世界大戦後の不景気以降はそれに拍車がかかった。
当時の仙台の七夕の様子について、町中に七夕飾りが見られるものの昔と比べて衰退しているといった論調の記事が大正時代後期の河北新報に載っている。

### 戦前
衰退しつつあった七夕が復活に向けて転換するのは1926年（大正15年・昭和元年）である。この年の8月、仙台市の商店街が連合して大売出しを行った。商店街ごとにそれぞれの特色ある取り組みが行われた中で、大町五丁目では全戸が七夕飾りを掲げたのである。さらにその七夕飾りは審査により表彰される仕組みだった。1927年（昭和2年）にも大町五丁目と四丁目により前年同様の七夕祭りが行われたようである。そして1928年（昭和3年）、商工会議所と仙台協賛会によって七夕飾りを審査、表彰する ｢七夕競技会｣ が始まった。商工会議所と仙台協賛会は各町に対して七夕競技会への参加を呼び掛けた。こうした取り組みにより、仙台の七夕は街を挙げての祭礼へ変化していった。また、七夕飾りの審査と評価はそれぞれの町の競争を促し、これが七夕祭りを発展させたと評される。
1930年（昭和5年）には七夕祭りの観光化の兆しが見え始めていた。この年、 宮城電鉄、秋保電気軌道、仙台鉄道が七夕見物客に対して割引を行ったので、仙台への来場者が多かった。東京からの個人としての見物客もいた。1931年（昭和6年）には、商工会議所と協賛会が仙台鉄道局に対して、東京からの七夕見物の団体客輸送についての援助を求めた。1932年（昭和7年）には、一ノ関駅、小牛田駅、白石駅、原ノ町駅、中新田駅発着の七夕列車が運転されるようになり、戦争で祭りが中止されるまでしばらく同程度で続いた。

### 戦後
戦争の影響で仙台の七夕祭りは1938年（昭和13年）から行われなくなっていた。戦後の1946年（昭和21年）、仙台空襲で焼け野原となった街に52本の竹飾りで仙台七夕は復活した。翌1947年（昭和22年）の昭和天皇巡幸の際、沿道に5000本の竹飾りを並べて大規模な飾りつけの「七夕祭り」が復活した。1949年（昭和24年）には七夕協賛会が発足した。戦前の観光客の多くは宮城県や隣県の人々だったが、戦後には東京方面からの観光客が多くなった。高度経済成長以降は、日本各地から団体旅行客が集まる祭りへと変化した。1970年（昭和45年）からは「動く七夕パレード」（開催末期は「星の宵まつり」に改題）と仙台七夕花火祭が始まり、夜のイベントが加わった。1983年（昭和58年）からは「夕涼みコンサート」が始まり、無料の屋外音楽イベントの面も持ち合わせるようになっている。ただし2021年現在では「動く七夕パレード」「夕涼みコンサート」はともに廃止されている。
2020年（令和2年）、新型コロナウイルス感染症の拡大を受け、この年の仙台七夕まつりの開催は中止された。

### 一戸一本運動
昭和の初め頃までの仙台の七夕は各家庭で行われる風習だったが、繁華街の豪華絢爛な七夕飾りの影響で、戦後の仙台の七夕は市の中心部の商店街で行われるイベントになり、それ以外の地域の市民にとってはそれを見るだけの行事に変わっていた。そこで昭和30年代、七夕祭り主催者が仙台市民に対して各家庭でそれぞれ1本の七夕飾りを立てるよう呼びかけたことがあった。これは、仙台の七夕は本来、市民全体にとっての祭りであるべきだ、という考えによるものだった。それと同時に他都市で興隆してきた七夕祭りへの対抗策でもあった。一戸一本運動の具体的な取り組みが見て取れるようになるのが、1958年（昭和33年）以降である。仙台市内の小学校に青竹が配られ、これを持ち帰った小学生の家庭に七夕飾りを付けて掲げてもらうというものだった。また、全市的な祭りとするために繁華街以外の商店街に対して数本の七夕飾りでもあっても良いのでコンクールに参加するように要請した。

## 七夕飾り

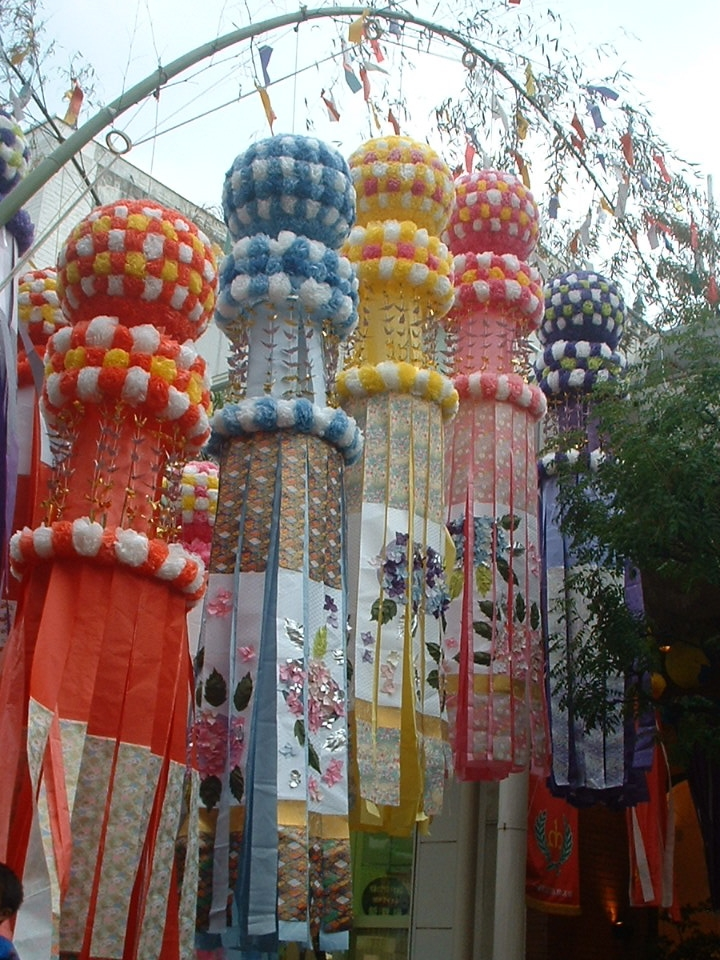
飾り付けの例（2005年8月7日）

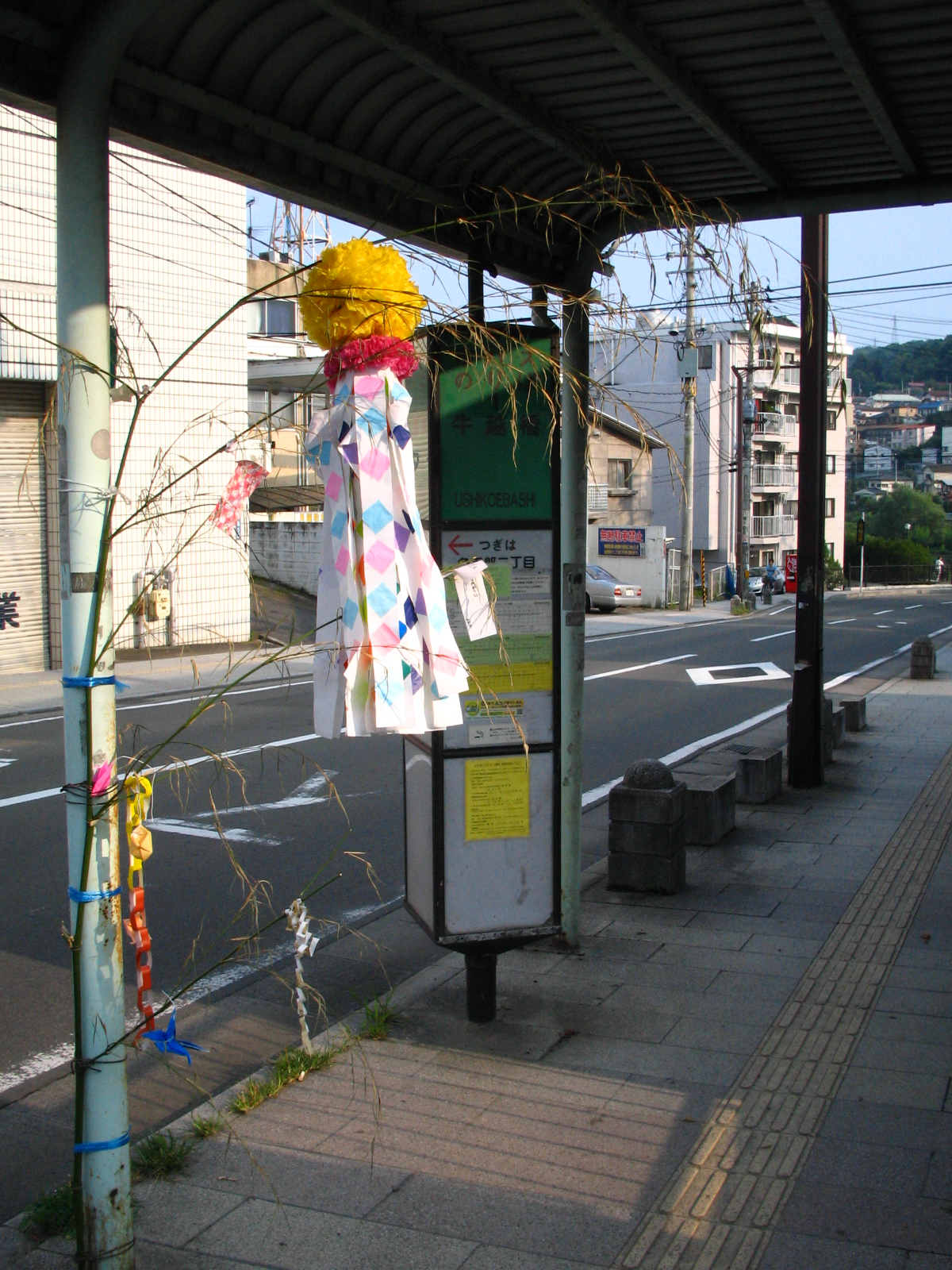
バス停に施された飾り付け（2007年8月4日）

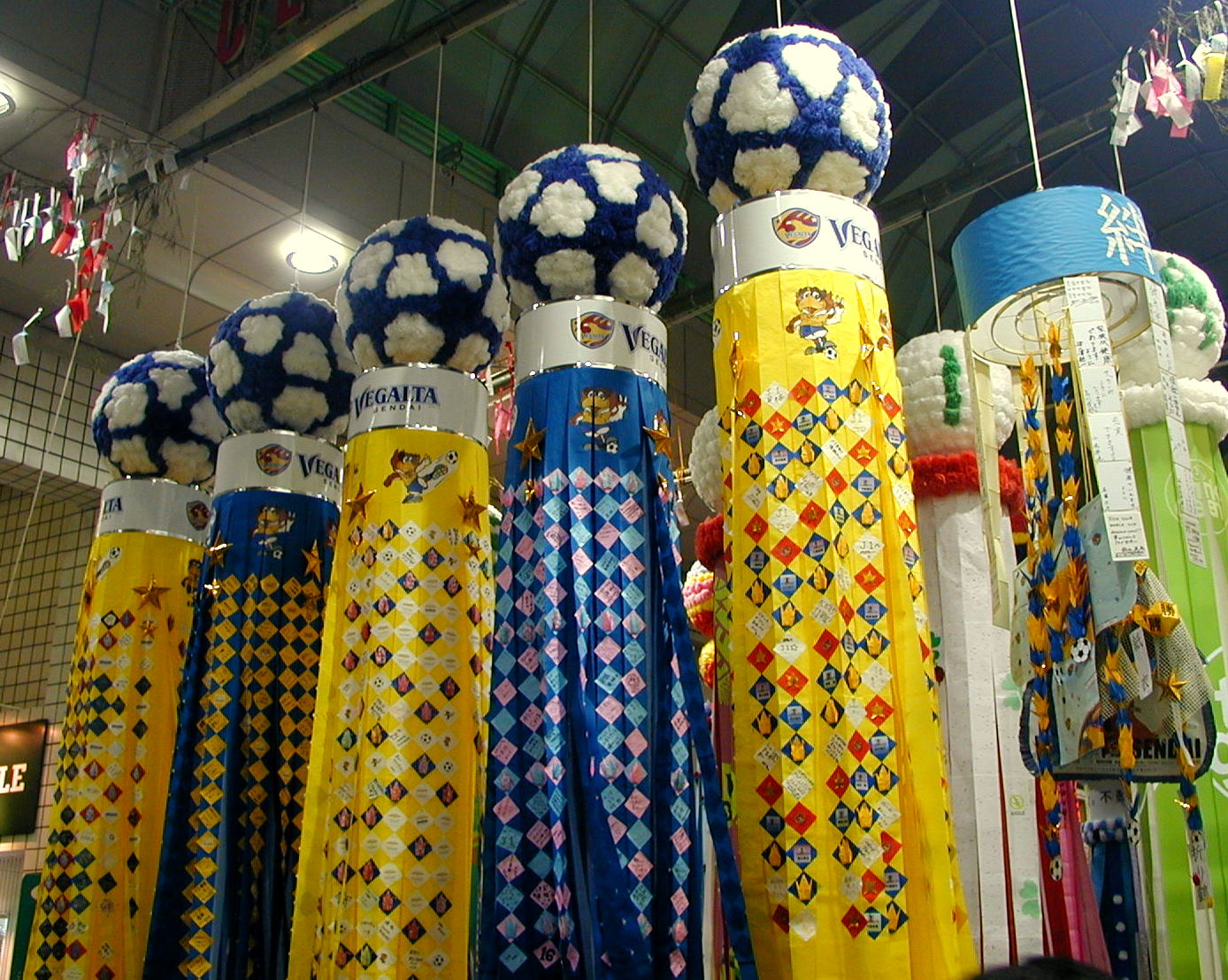
ベガルタ仙台の応援飾り（2009年8月6日）

宮城県仙台七夕では、「7つ飾り」と呼ばれる、7種類の飾りで構成されている。それぞれの飾りに意味がある。
- 短冊：学問や書の上達を願う。
- 紙衣：病や災いの身代わり、または、裁縫の上達を願う。
- 折鶴：長寿を願う。
- 巾着：富貴と貯蓄、商売繁盛を願う。
- 投網：豊漁を願う。
- くずかご：飾り付けを作るとき出た裁ち屑・紙屑を入れる。清潔と倹約を願う。
- 吹き流し：織姫の織り糸を象徴する。

この内、吹き流しが現在の飾りつけの中心となっているが他の6種類の飾りも諸所に見られる。吹き流しにはくす玉が付く例が多い。この吹き流し5本で1セットとして1つの竹竿に飾られるのが正式とされるが、飾る場所や飾りのデザインの都合で数は増減する。また仙台七夕の特徴として、飾りが和紙ないしは紙で作られ、他の七夕のようにビニール製の飾りはほとんど見られない。
その他に特徴的な飾りとして、「からくり七夕」がある。これは数体の糸操り人形がのった小型舞台で、一定の動きが自動で繰り返される。また、仙台七夕まつりの初日である8月6日が原爆の日であることから「平和七夕」が行われている。これは全国から寄せられる100万羽もの折鶴から18万羽を5本の吹流しにして飾られるもので、その他の折鶴は花輪状にして観光客に平和のメッセージとともに贈られる。
飾りの設置は、まず商店街内に店舗を構える各事業所が滑車をつけた10メートル以上の竹を道に埋め込んである専用の差し入れ口に差し込んで立てる。次に滑車に通した紐に吹流しなどの飾り付けをつけ、紐を引っ張って飾り付けを引き上げる。最後に紐を固定する。この方法により、道の中央にアーケードのない一番町四丁目商店街では急に雨が降ってきた場合に吹流しを降ろしてビニールを被せることが出来るようになり、適宜天候に合わせた展示が出来るようになった。また他の全天候型アーケードのある商店街も含め、夜になると一度飾り付けを降ろして折り畳むかビニール袋などに包んで小さくし通行人が触れられないほど高くに引き上げている。これによって、深夜や早朝において飾り付けの破壊行為をされるのを防いでいる。

### 企業の飾り
企業が展示する飾り付けは、七十七銀行などの地元企業が中心だったが、近年ではメセナの一環として仙台に支店を置く他地域の企業も展示している。特に多数の店が並ぶクリスロードでは、企業のロゴが入った飾りを目にすることが多い。

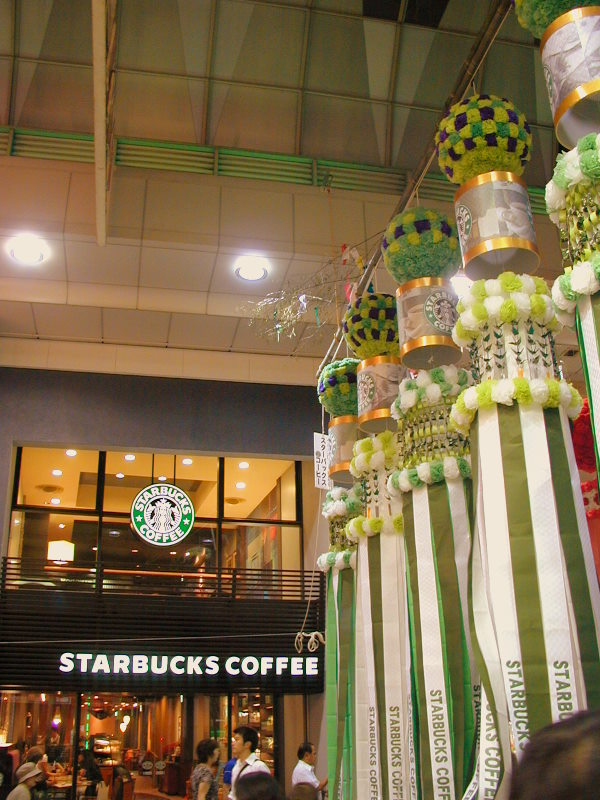
スターバックスが仙台クリスロード店の前に設置した飾り（2009年8月6日）
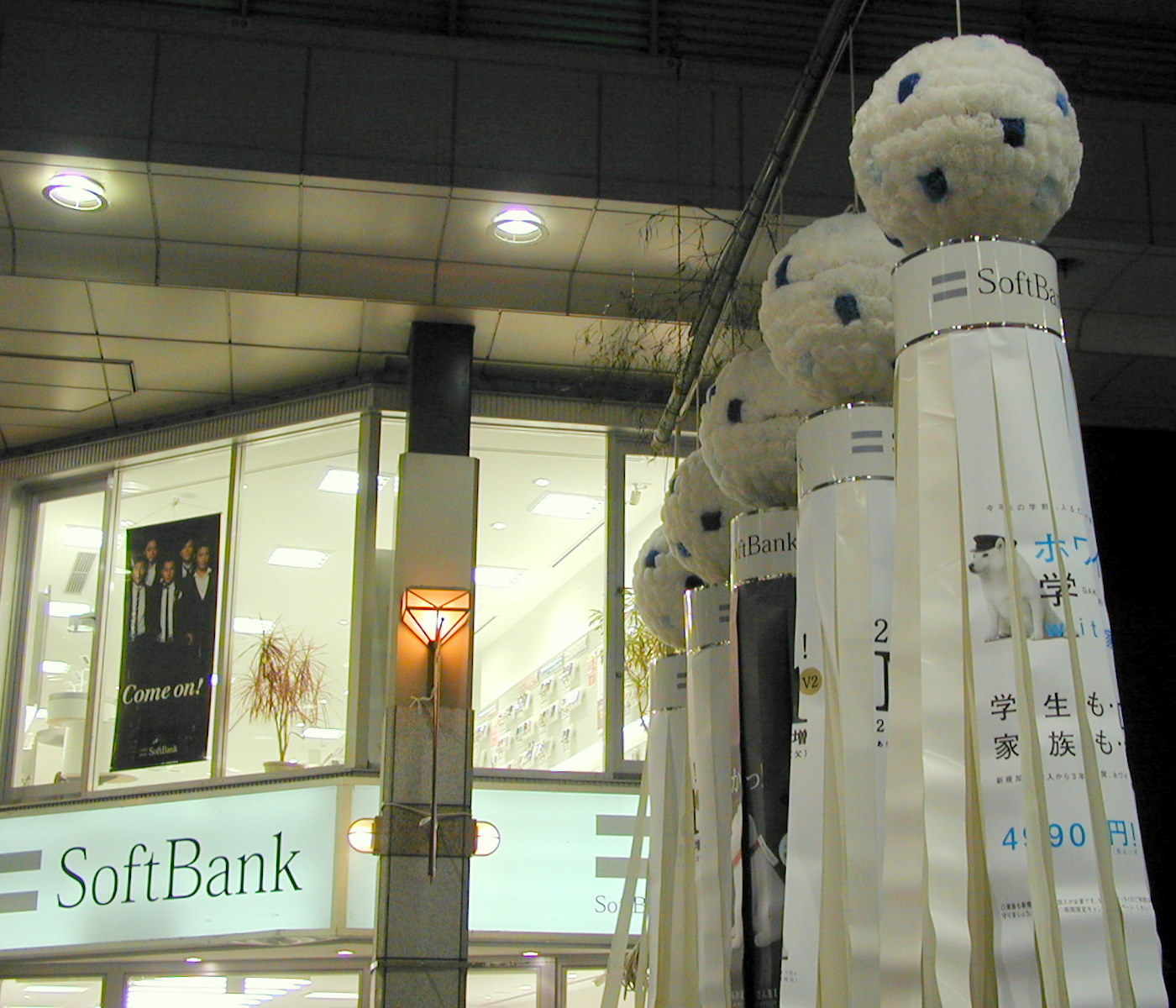
ソフトバンクが仙台クリスロード店の前に設置した飾り（2009年8月6日）
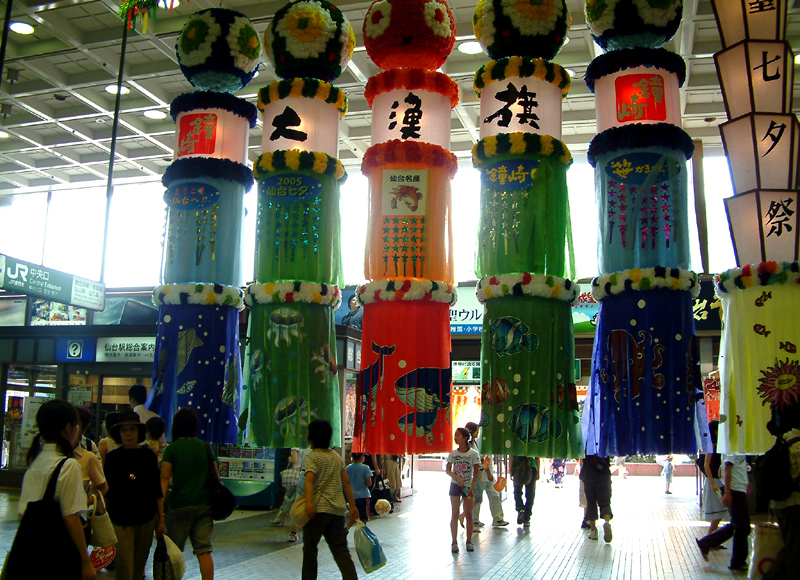
地元企業の鐘崎が仙台駅に設置した飾り

## 仙台から他地域へ
1919年（大正8年）、七十七銀行（仙台市）が福島県磐前郡平町（現在の同県いわき市）に平支店を開設した際に仙台七夕を紹介した。この年を第1回として、現在は「いわき七夕まつり」との名称で毎年仙台七夕と同様の日程で開催されている。
仙台以外で開催される「仙台七夕」を冠したイベントとしては、「サンパウロ仙台七夕祭り」がある。1979年（昭和54年）6月2日にブラジル・サンパウロ市中心部のリベルダージ地区で初開催され、現在はサンパウロ市のイベントカレンダーに載るほどの規模になっている。例年7月下旬から8月上旬の開催である。またブラジル各都市にも広がりを見せ、南半球にあるブラジルにとっては「冬の風物詩」として定着している。
またフランスのパリ市では「仙台七夕まつり IN パリ」が行われるなど仙台市のシティセールスでも用いられている。その他、仙台市が海外での七夕普及も行っており、仙台七夕国際交流実行委員会（市民組織）などが各国での七夕飾り付けを行っている。
日本国内においても2007年（平成19年）に仙台七夕で使用された七夕飾りが鹿児島県鹿児島市に運ばれ、同市の中心部商店街である天文館の11の通りに計90個飾り付けられ「奥州仙台夏飾り」が開催された。さらに同県薩摩川内市の中心部商店街にも仙台七夕の飾りを5体寄贈し、仙台の七夕工房の職人が薩摩川内に赴いて七夕飾りの作り方を指導した。仙台七夕の飾りは川内花火大会（2007年（平成19年）8月16日）の際に飾られた。また2008年（平成20年）からは、薩摩川内市民が作る仙台式と川内式の双方の七夕飾りが「川内七夕まつり」で飾られる。
2009年（平成21年）からは、南カリフォルニアの宮城県人会が中心となり、アメリカ合衆国カリフォルニア州ロサンゼルスのリトル・トーキョーにおいて、二世週日本祭に合わせて「ロサンゼルス七夕祭り」を開催している。

## 附随イベント
仙台七夕には秋田竿燈まつりや青森ねぶた祭のような熱気はなく、飾り付けを見て商店街の七夕セールや露店をひやかすというものであったため、観光客からは「期待外れでつまらない」という感想もあった。不満を解消する目的もあり、以下のような付随イベントが企画・実施された。このうち、2023年現在でも開催されているのは瑞鳳殿七夕ナイトのみである。
商店街の店舗でも人形劇など「仕掛け物」と呼ばれる出しものを行っていた。
地元では企画により伝統という側面が薄れ、観光イベント化していったという意見もある。
瑞鳳殿七夕ナイト
伊達政宗らの霊廟である瑞鳳殿において開催されるイルミネーションイベント。瑞鳳殿の参道から境内まで、竹灯籠が点される。
動く七夕パレード⇒星の宵まつり（ - 2010年）
定禅寺通にて、本祭り期間中の17:00〜19:30に行われたパレード。踊りに使用される曲は「七夕おどり」と「星の宵まつりサンバ」。2006年は、conomi（ローカルアイドル）の「CATCH A SHOOTING STAR」が応援ソングとなった（公式・非公式は不明）。人出は3夜合計で15万人以上。しかし2011年の東日本大震災以降、星の宵まつりは開催されなくなり、七夕期間中の定禅寺通の交通規制も行われなくなった。
夕涼みコンサート（ - 2013年）
勾当台公園の野外音楽堂にて行われる無料の音楽イベント。本祭り期間中3日間連続で昼から夜まで続き、人出は20万人以上に上る。第30回目の開催となる2013年をもって開催終了。近年は「Date fm スターライト・エクスプロージョン」という名称が使われていた。詳細は夕涼みコンサートを参照。
七夕ヴィレッジ（ - 2013年）
勾当台公園の時の広場（円形公園）の出店ブースおよびステージの総称として2013年まで用いられた。本祭り期間中3日間連続で昼から夜まで開催された。ステージでは、ラジオ3主催の公開録音やミニライブなど各種イベントが行われた。

## 関連する作品
- 『新日本珍道中』（1958年、映画）
- 『トラック野郎・御意見無用』（1975年）
- 『東北四大祭り殺人事件』（1998年、小説・2時間ドラマ。小林久三作）
- 『七夕哀歌』（2003年、石原詢子の楽曲）
- 『天花』（2004年、NHK朝の連続テレビ小説）
- 『千の風になって』（2004年、映画）
- 『東北三大祭り殺人事件』（2004年、小説。木谷恭介作）
- 『星に願いを〜償い』（待機作、映画）

仙台七夕の公式ソングは山田祥子の『約束』その他にも島倉千代子の『七夕おどり』、二葉あき子・（二代目）コロムビア・ローズ・島倉千代子などが歌った『ミス仙台』、さとう宗幸の『青葉城恋唄』など、歌詞に仙台七夕の情景が歌い込まれているご当地ソングが、期間中の会場ではBGMとして繰り返し流されている。
仙台七夕が近付くと、地元ラジオ局のTBCラジオやエフエム仙台などで、星にまつわる曲が特集やリクエストによりしばしば流れる。ディズニー映画「ピノキオ」の主題歌『星に願いを』（1940年）、ビリー・ヴォーン『星を求めて』（1960年）、坂本九『見上げてごらん夜の星を』（1963年）、今井美樹『PRIDE』（1996年）、福耳『星のかけらを探しに行こう Again』（1999年）、BUMP OF CHICKEN『天体観測』（2001年）、中島美嘉『STARS』『WILL』『見えない星』『ORION』など、各々の思い入れと共にリクエストされている。

## 交通
8月初旬は東北三大祭りなどを巡る観光バスが日本各地から東北地方に集まってくるため、一般道路及び各公共交通機関は非常に混雑する。仙台七夕開催期間中はそれらが仙台に集中するため、観光バスに限って一時的に路上駐車禁止が解除される区間やその他の交通規制が敷かれる。また、JRや仙台市交通局が祭り期間中に列車やバスの臨時便を運行している。
都心部への鉄道によるアクセスには、次の駅が最寄駅となる。
- JR東日本：あおば通駅・仙台駅
- 仙台市地下鉄南北線：仙台駅・広瀬通駅・勾当台公園駅
- 仙台市地下鉄東西線：仙台駅・青葉通一番町駅

かつて、七夕祭期間中に暴走族が仙台市中心部に進入を試みる暴走行為「七夕暴走」があったが、2004年の道路交通法改正によって被害者がいなくても共同危険行為を取り締まり出来るようになったため、暴走行為参加人員は急減し、過去のものとなりつつある。